# Турецкий чай

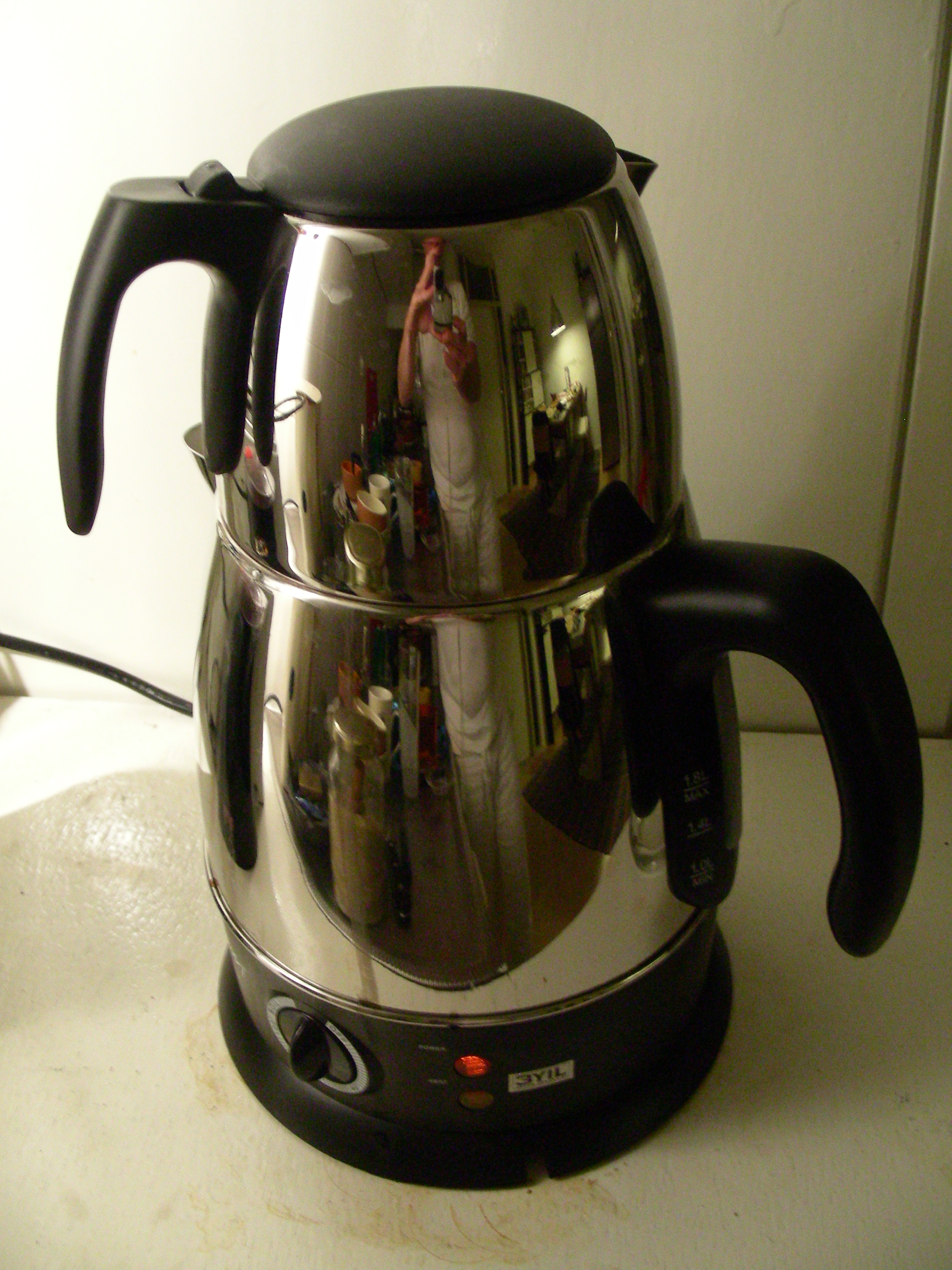
Двухъярусный электрический чайник для заваривания турецкого чая

Турецкий чай (тур. çay) — разновидность чёрного чая, популярная в тюркских странах.

## Производство
Большая часть чая, произведённого в Турции, относится к сорту Ризе из провинции Ризе на восточном побережье Чёрного моря, имеющей мягкий климат с большим количеством осадков и плодородной почвой. Такой чай обычно проходит такую же обработку, как и обычный чёрный чай, хотя отличается особым тёмно-красным цветом.
Национальное турецкое чаеводство было начато в 1928 году по инициативе президента Кемаля Ататюрка, распорядившегося завезти в страну семена и саженцы из соседней Грузии. С 1938 года чай в Турции стал выращиваться в промышленных масштабах.
В 2004 году Турция произвела 205 500 тонн чая (6,4 % от общего производства чая в мире), что сделало её одним из крупнейших поставщиков чая в мире. В самой Турции ежегодно потребляется примерно 120 000 тонн чая, а остальное экспортируется. По объёмам производства чая Турция занимает пятое место в мире после Китая, Индии, Кении и Шри-Ланки, обогнав такие страны, как Вьетнам, Индонезия и Япония.
В 2004 году Турция имела самое высокое потребление чая на душу населения в мире — 2,5 кг на человека (в Великобритании — 2,1 кг на человека).

## Процесс заваривания
Турецкий чай обычно заваривается с помощью специального двойного заварного чайника (тур. çaydanlık). Вода доводится до кипения в большом нижнем чайнике. Затем часть кипятка используется для заваривания нескольких ложек измельчённых чайных листьев в верхнем чайнике размером поменьше, где получается очень крепкая заварка. Оставшаяся вода используется для разбавления чая, исходя из индивидуальных предпочтений: либо крепкий чай (тур. koyu — «тёмный»), либо слабый (тур. açık — «светлый»). Турецкий чай подается в маленьких стеклянных стаканах с кусочками сахара на блюдце. Традиционный стакан в форме бутона тюльпана на турецком называется «стакан с тонкой талией» (тур. ince belli bardak), см. Армуду.